# 矮香薷
矮香薷（学名：Elsholtzia pygmaea），为唇形科香薷属下的一个植物种。